# Германска окупация на Франция
Германската окупация на Франция (на немски: Militärverwaltung in Frankreich) е германска окупационна зона във Франция, съществувала между 1940 и 1944 година, по време на Втората световна война.
Създадено е след Компиенското примирие от юни 1940 година, когато Елзас-Лотарингия е анексирана от Германия, в централна и южна Франция се установява марионетния Режим от Виши, най-югоизточните части на Франция са окупирани от Италия. В края на 1942 година Германия и Италия окупират и територията на Режима от Виши, а след капитулацията на Италия през септември 1943 година германците завземат и италианската окупационна зона. По-голямата част от окупираната от Германия френска територия е завзета от Съюзниците през лятото на 1944 година.